# Bart FM Droog
Bartelomeus Frederik Maria (Bart FM) Droog (Emmen, 18 februari 1966) is een Nederlandse dichter, bloemlezer en onderzoeksjournalist.

## Carrière
Droog begon zijn carrière als podiumdichter in 1981 op 15-jarige leeftijd, toen hij optrad bij de Emmense new wave-formatie The Screw. Hij trad in binnen- en buitenland op met het gezelschap De Dichters uit Epibreren. In 2003 kreeg dit poëzie- en muziekgezelschap de Johnny van Doornprijs voor de Gesproken Letteren.
In januari 2002 benoemde de stad Groningen hem tot eerste stadsdichter. Die functie vervulde hij tot 2005. Van 2008 tot 2010 was hij stadsdichter van Emmen. Hij startte  het project 'De Eenzame Uitvaart': het voordragen van gedichten bij de begrafenis van overledenen zonder nabestaanden. 
In 2008 bekritiseerde Gerrit Komrij hem: "(...) Ik herinner me Bart 'Telraam' Droog vooral als de man die op zijn website Rottend Staal, zaliger nagedachtenis, een verbeten campagne voerde om het zojuist ingestelde instituut van dichter des vaderlands om zeep te helpen. En daarna als degene die tot vervelens toe, op dezelfde site en overal waar hij een mogelijkheid zag, de oprichting van een niet-commerciële poëzieclub probeerde te saboteren. Ik wens de negorij Emmen veel succes toe.(...)".
Droog richtte in 2012 de Stichting Nederlandse Poëzie Encyclopedie op. Deze geeft de Nederlandse Poëzie Encyclopedie uit. Van de literaire website Tzum kreeg Droog het verwijt te plagiëren.
Vanaf 2013 stelt Droog dat hij ook werkzaam is als onderzoeksjournalist. Hij publiceerde onder meer op de rechtse website ThePostOnline.
In 2021 werd Droog ontslagen van rechtsvervolging in een smaadzaak.
Droog klaagde in 2019 bij Rijksuniversiteit Groningen (RUG) over het daar verschenen proefschrift van tv-programmamaker Ad van Liempt over Albert Konrad Gemmeker, de commandant van Kamp Westerbork. De RUG wees die klacht in december 2019 af, net als het Landelijk Orgaan Wetenschappelijke Integriteit (LOWI). Van Liempt voegde op verzoek van het LOWI wel een rectificatieblad aan zijn boek toe.

## Publicaties

### Artikelen
Series over specifieke onderwerpen: ⁣
- Op Reportersonline.nl diverse achtergrond artikelen, waaronder een onderzoek in meerdere delen over de canard van het verraad van Anne Frank. Andere publicaties en onderwerpen zijn een reeks artikelen over de Tweede Wereldoorlog als Industrietak, de Duitse militaire begraafplaats Ysselsteyn, en misstanden rondom het project De Eenzame Uitvaart.[8][9][10][11]

- Diverse artikelen op Droog-Mag. Dit is een door Droog opgezette journalistieke pagina met achtergrondartikelen over diverse onderwerpen. Doelstelling van de pagina is: Droog Magazine biedt ruimte voor gedegen en onafhankelijk journalistiek onderzoek. Vooral op literair en historisch vlak - maar ook voor alle andere maatschappelijk relevante gebieden.[12]

- Diverse artikelen over de promotie van Ad van Liempt. In twee beroepen werd Droog in het ongelijk gesteld, maar Van Liempt voegde wel een correctiepagina aan zijn dissertatie toe.[13][14]

- Diverse artikelen over de internationale handel in onterecht aan Hitler toegeschreven aquarellen en andere voorwerpen.[15][16][17][18][19][20][21]